# Skyplexnet
Skyplexnet è una rete di comunicazione via satellite progettata e realizzata da Alenia Spazio (ora Thales Alenia Space Italia) e operata da Telespazio. La particolarità della rete satellitare è di utilizzare un carico utile di satellite rigenerativo, ad elevate prestazioni, di nome Skyplex, anch'esso progettato e realizzato da Alenia Spazio. La rete utilizza canali via satellite su Hot Bird 6 in banda Ku e su W3A in banda Ku/Ka. Entrambi questi satelliti appartengono alla flotta di Eutelsat. La rete Skyplexnet è usata, fra gli altri, dai Vigili del Fuoco e dalla Protezione Civile.